# Championnats du monde de course d'orientation 2019
 (août 2019).
Si vous disposez d'ouvrages ou d'articles de référence ou si vous connaissez des sites web de qualité traitant du thème abordé ici, merci de compléter l'article en donnant les références utiles à sa vérifiabilité et en les liant à la section « Notes et références ».
Navigation
Édition précédente Édition suivante
Les championnats du monde de course d'orientation 2019, trente-cinquième édition des championnats du monde de course d'orientation, ont lieu du 12 au 17 juillet 2019 à Sarpsborg et dans la région d'Østfold, en Norvège.
En 2019, le format sprint ne fait pas partie des championnats du monde.

## Podiums
Femmes
| Épreuves                | Or                                                   | Argent                                               | Bronze                                                     |
| ----------------------- | ---------------------------------------------------- | ---------------------------------------------------- | ---------------------------------------------------------- |
| Femmes moyenne distance | Suède Tove Alexandersson                             | Suisse Simona Aebersold                              | Russie Natalia Gemperle Finlande Venla Harju               |
| Femmes Longue distance  | Suède Tove Alexandersson                             | Suède Lina Strand                                    | Suisse Simona Aebersold                                    |
| Femmes Relais           | Suède Lina Strand Tove Alexandersson Karolin Ohlsson | Suisse Sabine Hauswirth Simona Aebersold Julia Jakob | Russie Anastasia Rudnaya Tatyana Riabkina Natalia Gemperle |

Hommes
| Épreuves                | Or                                              | Argent                                           | Bronze                                             |
| ----------------------- | ----------------------------------------------- | ------------------------------------------------ | -------------------------------------------------- |
| Hommes moyenne distance | Norvège Olav Lundanes                           | Suède Gustav Bergman                             | Norvège Magne Daehli                               |
| Hommes Longue distance  | Norvège Olav Lundanes                           | Norvège Kasper Fosser                            | Suisse Daniel Hubmann                              |
| Hommes Relais           | Suède Johan Runesson Emil Svensk Gustav Bergman | Finlande Aleksi Niemi Elias Kuukka Miika Kirmula | France Nicolas Rio Frédéric Tranchand Lucas Basset |

## Tableau des médailles
| Rang  | Nation   | Or | Argent | Bronze | Total |
| ----- | -------- | -- | ------ | ------ | ----- |
| 1     | Suède    | 4  | 2      | 0      | 6     |
| 2     | Norvège  | 2  | 1      | 1      | 4     |
| 3     | Suisse   | 0  | 2      | 2      | 4     |
| 4     | Finlande | 0  | 1      | 1      | 2     |
| 5     | Russie   | 0  | 0      | 2      | 2     |
| 6     | France   | 0  | 0      | 1      | 1     |
| Total | Total    | 6  | 6      | 7      | 19    |